# Zöld-fok

Dakar városrészei

A Zöld-fok (franciául presqu’île du Cap-Vert) egy fiatal félsziget Szenegálban, Dakar mellett. Afrika legnyugatibb pontja.

## Kialakulása
A miocén korú vulkáni kúpokat hosszú ideig keskeny, sekély szorosok választották el egymástól és a szárazföldtől, ezeket a szorosokat azonban a part menti tengeráramlás turzásokkal töltötte föl, félszigetté alakítva az egykori szigetcsoportot.

## Felfedezése, története
A félsziget tövében kialakult öböl kitűnő természetes kikötő, ezért már a Mali birodalom székvárosa is itt volt egy ideig. Tengerész Henrik portugál hajósai 1444-ben hajózták körül. Az európai hódítás után is hamarosan fontos kereskedőponttá vált. A területet a 17. században megszerző franciák 1858-ban a félsziget nyugati végén alapították meg Dakar városát, amely most Szenegál fővárosa.